# Ненад Ранковић
Ненад Ранковић (Лазаревац, 13. децембар 1984) је српски фудбалер који тренутно наступа за Турбину Вреоци као голман.

## Каријера
Рођен у Лазаревцу, Ранковић је почео да игра сениорски фудбал у локалном клубу Колубара, где је касније провео највећи део своје каријере, бранивши боје клуба као голман 14 сезона. Лета 2016. прелази у Турбину.